# Zamarada rupta
Zamarada rupta là một loài bướm đêm trong họ Geometridae.